# Jan Paszkiewicz (hokeista)
Jan Paszkiewicz (ur. 21 października 1950 w Sanoku, zm. 9 marca 2011 w Krakowie) – polski hokeista. Wychowanek i wieloletni zawodnik Stali Sanok. Najskuteczniejszy strzelec w historii sanockiego klubu hokeja na lodzie.

## Życiorys
Jan Paszkiewicz urodził się 21 października 1950 w Sanoku. Został absolwentem Technikum Ekonomicznego w Sanoku w 1970. Grę w hokeja rozpoczynał amatorsko w rodzinnym mieście, w prowizorycznie wykonanym sprzęcie i miejscu służącym za lodowisko. Podczas nauki w szkole średniej jako zawodnik Szkolnego Koła Sportowego zdobył w Sanoku wraz z zespołem piłkarskim Puchar ZKS „Stal”, będąc jego czołowym graczem oraz analogiczne trofeum w hokeju na lodzie, a podczas turnieju został wybrany najlepszym zawodnikiem rozgrywek. W trzeciej klasie technikum jego talent został dostrzeżony przez miejscowych trenerów hokejowych Mieczysława Chmurę i Edwarda Pilszaka, od tego czasu rozpoczął treningi w prowadzonej przez nich drużynie. Przez całą sportową karierę zawodniczą był związany z sekcją hokejową klubu ZKS Stal Sanok.

### Liga okręgowa do 1971
Był zawodnikiem Stali od końca lat 60. W styczniu 1969 w wieku 18 lat zdobył pierwszego gola ligowego w rozgrywkach ligi okręgu rzeszowskiego sezonu 1968/1969 podczas spotkania wyjazdowego Stali z Czuwajem Przemyśl rozegranym w Przemyślu. Grał nadal w kolejnym sezonie 1969/1970, w którym Stalowcy byli już bezkonkurencyjni dla rywali okręgu rzeszowskiego, po czym bez powodzenia rywalizowali o awans do edycji II ligi 1970/1971. W sezonie 1970/1971 wraz z drużyną uczestniczył w sezonie ligi okręgowej krakowskiej, na początku stycznia 1971 przyczynił się do dwukrotnego remisu na własnym lodzie z rezerwami Podhala Nowy Targ (padł wyniki 8:8 i 4:4, strzelił 3 gole w pierwszym meczu i jednego w drugim spotkaniu), zdobył także cztery gole w wyjazdowym dwumeczu z LZS Czarny Dunajec. Wraz ze Stalą zajął drugie miejsce w sezonie. W marcu 1971 uczestniczył w meczach eliminacyjnych o awans do II ligi 1971/1972, zdobywając gola w meczu z Podhalem II w Sanoku (11:3), następnie w rewanżu przeciw tej drużynie strzelił pięć bramek (wygrana Stali 4:11), zaś w decydującym meczu 21 marca 1971 wraz ze Stalą pokonał Elektro Łaziska Górne 10:6, mimo że po dwóch tercjach sanoczanie przegrywali 2:6 (zdobył w tym spotkaniu gola), tym samym uzyskując historyczny awans do II ligi.

### II liga 1971–1976

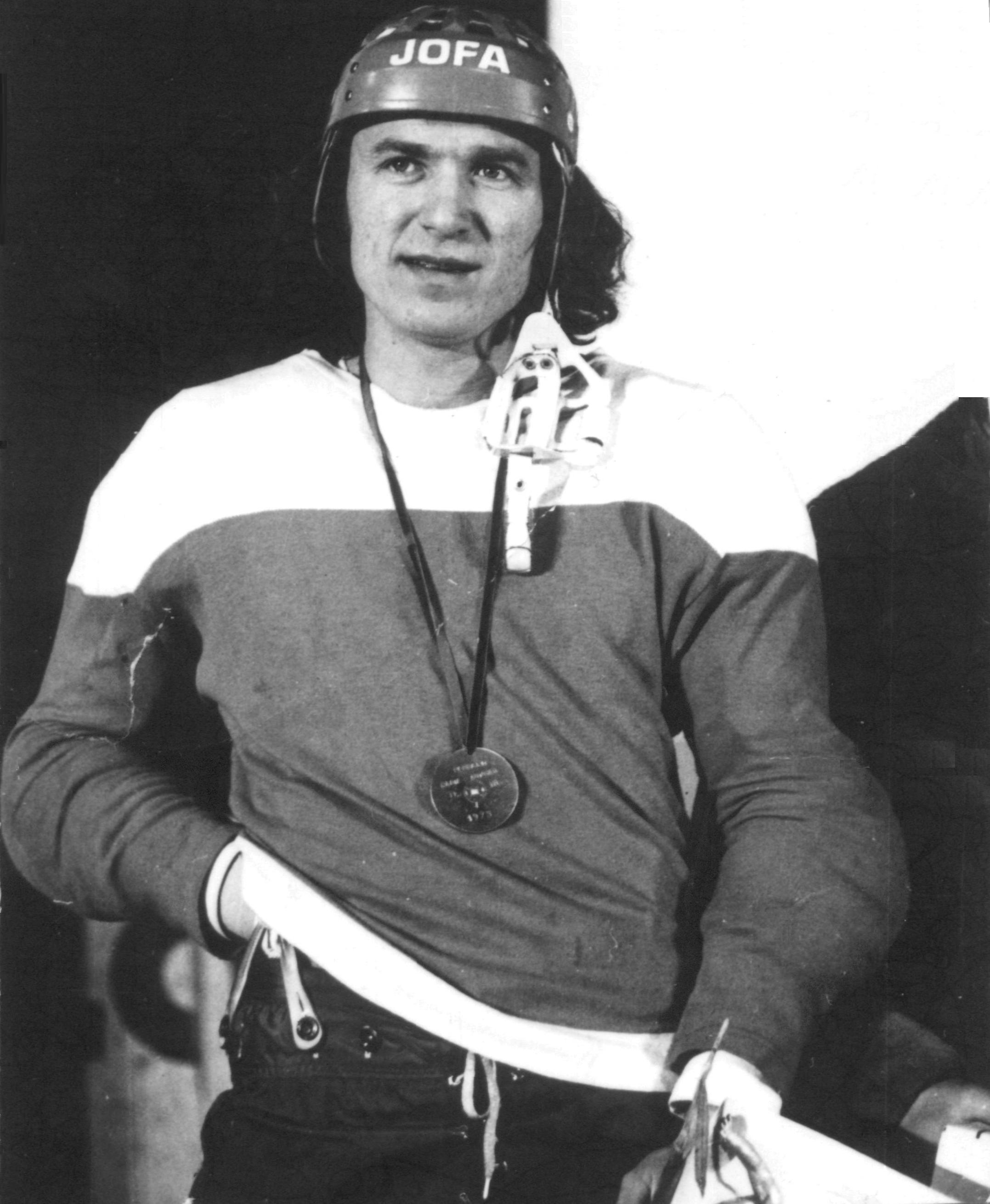
Jan Paszkiewicz podczas finału IV plebiscytu „Złota Dziesiątka Sportowców ZKS Stal” za rok 1975 (Torsan, 15 lutego 1976)

W inauguracyjnym sezonie II ligi 1971/1972 zapisał na swoim koncie doniosłe trafienia w trzecim dwumeczu przeciwko Cracovii (29 i 30 października 1971 – piąty i szósty mecz sezonu): w pierwszym z tychże spotkań strzelił swojego pierwszego gola w Sanoku w II lidze (wynik 1:11), a w drugim spotkaniu w 28. minucie zdobył zwycięską bramkę w historycznie pierwszym zwycięstwie Stali w ramach drugoligowych rozgrywek (wynik 4:3). W kolejnych meczach wykazywał się skutecznością, zdobywając m.in. 29 stycznia 1972 trzy gole wygranym 4:1 meczu domowym z Włókniarzem Zgierz. Łącznie w sezonie 1971/1972 był najskuteczniejszym strzelcem zespołu zdobywając 20 goli i został wybrany do najlepszej „szóstki” zawodników Stali. W debiutanckim sezonie drugoligowym wraz ze Stalą zajął czwarte miejsce w rozgrywkach.
Przed nowym sezonem II ligi 1972/1973 posada szkoleniowca drużyny Stali została objęta przez czechosłowackiego trenera Josefa Štocka. Na inaugurację rozgrywek w dniu 14 października 1972 Jan Paszkiewicz strzelił pierwszego gola ligowego w edycji II ligi w meczu z Polonią Bytom (3:3). Później zdobywał kolejne gole, a finalnie wraz ze Stalą zajął piąte miejsce w rozgrywkach.
W sezonie II ligi 1973/1974 grając w Stali nadal pod wodzą trenera Josefa Štocka, niezmiennie wykazywał imponującą celność strzelca, w niektórych meczach trafiając do bramki rywali trzy- i czterokrotnie, na mecie rozgrywek był ponownie najlepszym strzelcem Stali (31 bramek), zaś z drużyną zajął piąte miejsce w grupie Południowej II ligi. W posezonowej ocenie był chwalony za grę w I ataku wraz z Tadeuszem Garbem i W. Mrugałą. Drużyna Stali zajęła drugie miejsce w Grupie Południoewj II ligi. Po zakończeniu sezonu J. Paszkiewicz zagrał w wyjazdowym meczu w ramach Pucharu PZHL, w którym Stal uległa KTH Krynica 5:7, a on sam zdobył dwa gole.
Przed nową edycją II ligi szkoleniowcem Stali został Tadeusz Bujar. We wrześniu 1974 J. Paszkiewicz wraz ze Stalą zajął drugie miejsce w turnieju o mistrzostwo Polskiej Federacji Sportowej „Stal” w Gdańsku, ulegając gospodarzom (przeciwnikami byli Zjednoczeni Września, Dolmel Wrocław i Stoczniowiec Gdańsk). W pierwszym dwumeczu inauguracyjnego sezonu II ligi 1974/1975 w dniach 5 i 6 października 1974 na wyjeździe z Chemikiem Kędzierzyn zdobył 4 gole (jedno trafienie w pierwszym spotkaniu 0:2 oraz trzy trafienia w drugim pojedynku 3:9), zostając pierwszym liderem w klubowej klasyfikacji punktowej (przed tą edycją ligową rozpoczęto prowadzenie klasyfikacji o Puchar Redakcji „Gazety Sanockiej – Autosan” dla najlepszego strzelca drużyny hokejowej, w praktyce oznaczającej punktację kanadyjską, obejmującą punkty za gole i asysty. W sezonie był wystawiany przez trenera Bujara w II ataku wraz z T. Garbem i Wojciechem Mrugałą. W rozgrywkach nadal z regularnością zdobywał gole i w sezonie zasadniczym zajął wraz ze Stalą trzecie miejsce w Grupie Południe, po czym walczył wraz z drużyną w pierwszym w historii klubu turnieju finałowym II ligi o awans do I ligi, także strzelając bramki w tych meczach, w tym trzy gole w ostatnim dwumeczu przeciw KTH Krynica, które wygrało rywalizację. W klasyfikacji o Puchar Redakcji „GZ–A”, po początkowym przodownictwie, później był drugi, przez prawie cały sezon ustępował liderowi Franciszkowi Pajerskiemu; po czterech meczach mając 7 goli, po 12 mając 14 pkt. za 11 goli i 3 asysty, po 14 miał 18 pkt. za 15 goli i 3 asysty, po 20 mając 22 pkt. za 16 goli i 6 asyst, po 24 mając 25 pkt. za 18 goli i 7 asyst, po 26 i zakończeniu sezonu zasadniczego mając 25 pkt. za 18 goli i 7 asyst, po 30, tj. po czterech meczach rundy finałowej 38 pkt. za 27 goli i 11 asyst, po 34, tj. ośmiu meczach rundy finałowej 42 pkt. za 29 goli i 13 asyst, natomiast w dwóch ostatnich meczach rywalizacji wyjazdowego dwumeczu 15 i 16 marca 1975 z KTH w Krynicy zdobył 5 pkt. i tym samym wyprzedził Pajerskiego, zwyciężając w klubowej klasyfikacji (49 pkt. za 34 gole i 15 asyst) i otrzymując pierwszy w historii Puchar Redakcji „Gazety Sanockiej – Autosan”. W rywalizacji finałowej w Grupie Południe zajął wraz ze Stalą trzecie miejsce. Po zakończeniu sezonu uczestniczył w cyklicznym sanockim turnieju o Puchar „Autosanu”, w trakcie którego strzelił 5 goli w wygranym 7:1 meczu z GKS Katowice (aktualny brązowy medalista mistrzostw Polski 1974/1975, wprawdzie grający w Sanoku bez siedmiu kadrowiczów reprezentacji Polski, jednak wzmocniony ówczesnymi zawodnikami klubowego mistrza Polski juniorów), a w pozostałych dwóch spotkaniach zdobył jeszcze jedną bramkę (ponadto nie wykorzystał rzutu karnego), po czym z sześcioma trafieniami został najskuteczniejszym strzelcem turnieju oraz wybranym najlepszym napastnikiem tej rywalizacji (Stal zajęła w niej drugie miejsce). W marcu 1975 wraz z przedstawicielami klubu (trener T. Bujar i kierownik sekcji Henryk Gralka) udzielił wywiadu „Gazecie Sanockiej – Autosan”, w którym ocenił swój sezon za udany oraz wyraził satysfakcję z tytułu zdobytych indywidualnych osiągnięć w klasyfikacji punktowej, jak również uzyskanych wyróżnień, a ponadto okazał zadowolenie z gry pod koniec rozgrywek w tercecie z T. Garbem i Kazimierzem Iskrzyckim.
W okresie przygotowawczym do nowego sezonu przebywał wraz z drużyną Stali na obozie w Czaplinku. Przed nowymi rozgrywkami był awizowany przez trenera Bujara w I ataku nadal wraz z T. Garbem i K. Iskrzyckim. W składzie Stali zajął drugie miejsce w IV Turnieju o Puchar Federacji Sportowej „Stal”, ulegając w Gdańsku gospodarzom, ekipie Stoczniowca. Od początku nowego sezonu II ligi 1975/1976 Grupy Południowej, rozpoczętego 5 października 1975, tworzył nadzwyczajnie skuteczny duet z Tadeuszem Garbem, zaś obaj w tercecie byli wspomagani początkowo przez Jana Łakosa, a później Czesława Radwańskiego (w obronie piątki grali Mieczysław Ćwikła i kapitan drużyny Stanisław Zapała). Jan Paszkiewicz imponował nadzwyczajną skutecznością strzelecką, zdobywając gole w większości meczów, często trafiając kilka razy w jednym spotkaniu, kilkakrotnie zaliczając tzw. hat-tricka (trzy gole), a nawet zdobywając siedem goli w jednym meczu – 23 listopada 1975 przeciw Chemikowi Kędzierzyn-Koźle na Torsanie; w decydującym o mistrzostwie zwycięskim dwumeczu z tym samym przeciwnikiem na wyjeździe (wyniki 1:5 i 3:10) miał wybitny wkład zdobywając 7 z 15 goli Stali. W klasyfikacji wewnątrzklubowej był pierwszy po pierwszych czterech meczach (7 pkt. za 6 goli i 1 asystę), po 12 (36 pkt, za 28 goli i 8 asyst; do tego czasu jego atak zdobył 44 z 78 goli zespołu), po 14, tj. półmetku sezonu (45 pkt. za 34 gole i 11 asyst; do tego czasu jego atak zdobył 58 ze 100 goli zespołu), po 18 (49 pkt. za 38 goli i 11 asyst), natomiast następnie był pierwszy wspólnie z T. Garbem – po 22 meczach (56 pkt. za 44 gole i 12 asyst; Garb 16+40), po 24 meczach (59 pkt. za 47 gole i 12 asyst; Garb 17+42), zaś po wszystkich 28 meczach wygrał klasyfikację zostając królem strzelców i najskuteczniejszych zawodnikiem Stali (73 punkty za 58 goli i 15 asyst; Garb także 73 pkt. za 23 bramki i 50 podań). Został zwycięzcą prowadzonej klasyfikacji punktowej „Gazety Sanockiej – Autosan”, zdobywając Puchar Redakcji tego czasopisma w drugiej edycji. Drużyna zdobyła w tym sezonie 182 bramki, zatem Paszkiewicz strzelił ponad 1/3 wszystkich goli drużyny, uzyskując średnio ok. 2 gole na mecz. Do tego czasu w barwach drużyny rozegrał 300 meczów. W trakcie sezonu jego profil na potrzeby plebiscytu na najlepszego sportowca Sanoka był przedstawiany następującymi słowami: „Zawodnik bardzo sumienny, zdyscyplinowany, najlepszy strzelec w drużynie, doskonale rozumiejący się z Tadeuszem Garbem, wykorzystuje bezsilnie wszelkie pomyłki obrońców i bramkarza przeciwnika”. U kresu sezonu 7 marca 1976 Stal Sanok wygrała Grupę Południową II Ligi i tym samym odniosła historyczny sukces w roku jubileuszu 30-lecia historii klubu, uzyskując awans do I ligi, najwyższej klasy rozgrywkowej hokeja na lodzie w Polsce. Do tego czasu w pięciu sezonach w II lidze w latach gry 1971-1976 Stal rozegrała 162 spotkania, w których odniosła 84 zwycięstwa, 11 remisów i 67 porażek (bilans bramkowy 736:682).
Z okazji awansu 10 marca 1976 w Krośnie Jan Paszkiewicz uczestniczył w spotkaniu z I sekretarzem Komitetu Wojewódzkiego PZPR, Kazimierzem Balawajderem. Wkrótce po zakończeniu rozgrywek, w dniach 26–28 marca 1876 brał udział ze Stalą w IV turnieju o Puchar „Autosanu”, w którym kontynuował strzelecką passę, trafiając raz z fińską drużyną Kotkan Kiri i dwa razy z I-ligowym zespołem Zagłębia Sosnowiec, a sanocka drużyna sanocka zajęła II miejsce, wyprzedzona przez GKS Katowice.

### I liga 1976/1977

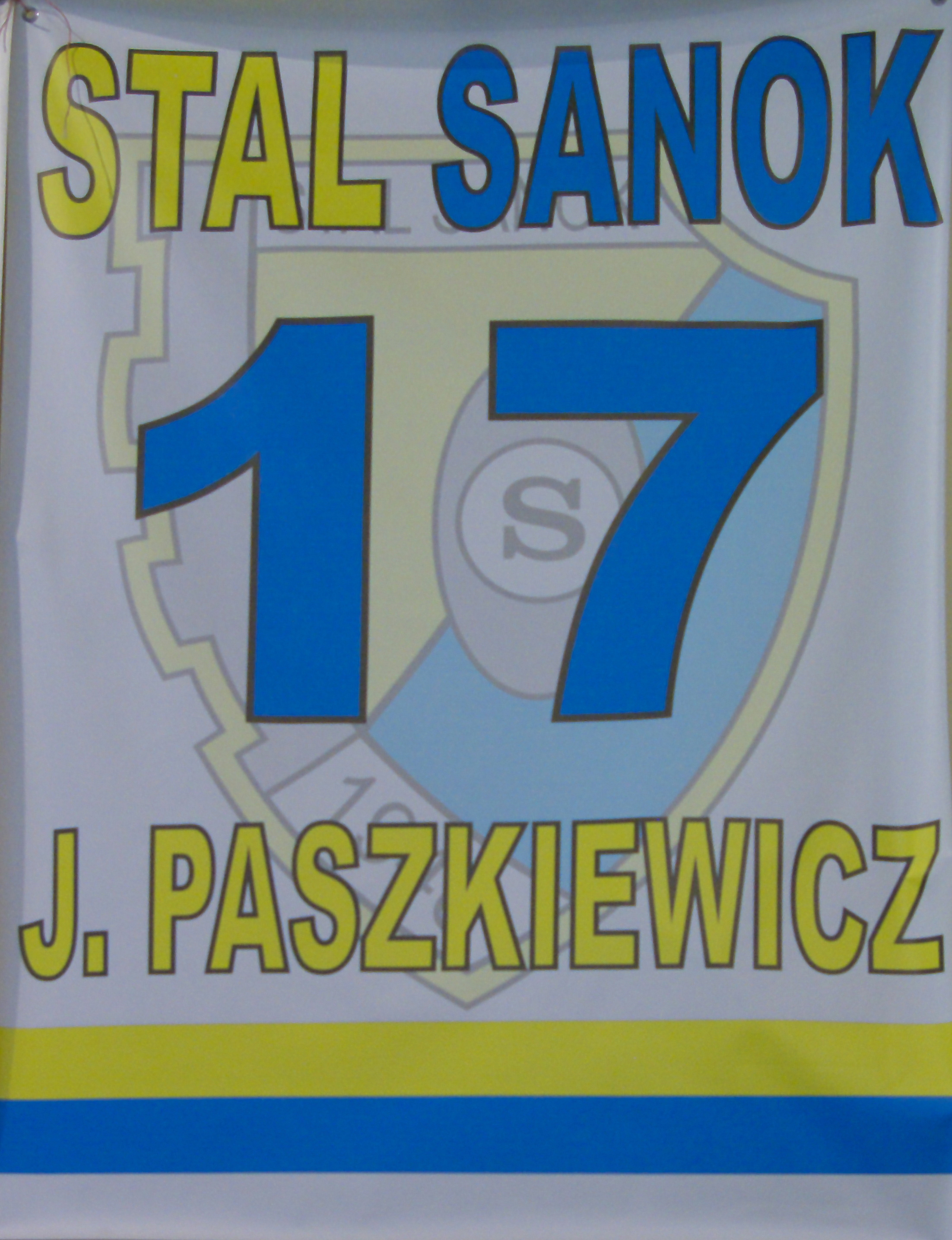
Zastrzeżony numer Jana Paszkiewicza #17 eksponowany w hali Arena Sanok do 2016

Był kadrowiczem kadry Polski młodzieżowców powołany na zgrupowanie do Centralnego Ośrodku Sportowego w Giżycku w dniach 14–30 czerwca 1976 oraz seniorskiej drugiej kadry Polski (wraz z nim inny zawodnik drużyny, Czesław Radwański). W sierpniu 1977 trenował ze Stalą na lodowisku w Oświęcimiu, a podczas gier sparingowych grał w ataku z T. Garbem i Cz. Radwańskim.
W inauguracyjnym sezonie I ligi 1976/1977 Jan Paszkiewicz został objęty centralnym szkoleniem z ramienia Polskiego Związku Hokeja na Lodzie. Pierwsze cztery gole w I lidze zdobył już w pierwszym dwumeczu sezonu rozegranym na wyjeździe przeciw GKS Tychy 25 i 26 września 1976 (dwie porażki: 3:4 i 3:6); w pierwszym spotkaniu strzelił historycznie pierwszego gola sanockiego klubu w najwyższej klasie rozgrywkowej, a w drugim pojedynku zdobył hat-trick trafiając do bramki rywali trzy razy, po czym w relacji prasowej został uznany za jednego z najlepszych zawodników gości, występując w pierwszym ataku wraz z Tadeuszem Garbem i Kazimierzem Iskrzyckim. W drugim dwumeczu, rozegranym przeciwko Legii Warszawa 2 i 3 października 1976, będącym premierą sezonu w Sanoku na lodowisku Torsan, zdobył łącznie trzy gole w spotkaniach zakończonych dwukrotnie zwycięstwem gospodarzy 5:4 (w pierwszym pojedynku trafił raz, w drugim dwa razy), przy czym w obu pojedynkach był autorem piątych – zwycięskich goli meczowych dla Stali (w 51 min. oraz w 55. min.). Gola zdobył w pierwszym spotkaniu wyjazdowego trzeciego dwumeczu 7 października 1976 przeciw GKS Katowice, przegranego 4:5 (trafienie na 0:1 w 25 min.), w którym Stal prowadziła do 49. minuty 4:0 i przegrała przez krzywdzące decyzje sędziów. Po sześciu meczach sezonu był ex aequo z Markiem Jachną na pierwszym miejscu klasyfikacji strzelców rozgrywek mając 8 goli. Z powodu kontuzji nie wystąpił w drugim spotkaniu domowego czwartego dwumeczu przeciw Baildonowi Katowice 13 października 1976. W wyjazdowym piątym dwumeczu z Pomorzaninem Toruń 17 i 18 października 1976 zdobył po jednym golu w przegranych spotkaniach 4:7 i 1:3 (w pierwszym meczu jego trafienie dało zwycięstwo w drugiej tercji). W drugim spotkaniu szóstego dwumeczu z Polonią Bydgoszcz w Sanoku 24 października 1976 zdobył dwa pierwsze gole, a po zwycięstwie 3:1 Stal awansowała na dziewiąte miejsce w tabeli (w tym meczu partnerowali mu w ataku T. Garb i Cz. Radwański). Wówczas miał na koncie 14 pkt. za 12 goli i 2 asysty, przodując w stalowskiej klasyfikacji. W siódmym wyjazdowym dwumeczu z Naprzodem Janów, rozegranym w Oświęcimiu 29 i 30 października 1976, nie zdobył gola. Po jednym golu zdobywał w spotkaniach ósmego dwumeczu z wiceliderem ŁKS Łódź 6 i 7 listopada 1976 w Sanoku (w pierwszym spotkaniu gol na 2:0, końcowy rezultat 2:6; w drugim pojedynku gol na 2:1, końcowy wynik 3:3). W tym czasie miał na koncie 17 pkt. za 14 goli i 3 asysty. W pierwszym pojedynku dziewiątego wyjazdowego dwumeczu z Zagłębiem Sosnowiec 13 listopada 1976 zdobył gola dającego zwycięstwo w drugiej tercji (Stal przegrała mecz 2:6). W drugim spotkaniu dziesiątego dwumeczu ze Stoczniowcem Gdańsk w Sanoku 21 listopada 1976 zdobył gola (wynik 2:4, jego partnerami w ataku byli T. Garb i Leszek Ostręga). W ostatnim, dwunastym dwumeczu przeciw Podhalu w Nowym Targu (porażki 2:17 i 1:8) nie zdobył gola. Po pierwszej rundzie sezonu, złożonej z 22 meczów, na swoim koncie miał 16 goli z 56 zdobytych przez Stal. W tym czasie w listopadzie 1977 trenera T. Bujara zastąpił na stanowisku Kazimierz Bryniarski.
Jako czołowy strzelec Stali w listopadzie 1976 Jan Paszkiewicz został zgłoszony w gronie 30 sportowców do plebiscytu rzeszowskiego dziennika „Nowiny” i Wojewódzkiej Federacji Sportu w Rzeszowie na najlepszego sportowca roku 1976 województw rzeszowskiego, krośnieńskiego, przemyskiego i tarnobrzeskiego. W plebiscycie zajął 18. miejsce jako najwyżej uplasowany sportowiec z Sanoka, a w dodatku jedyny w całym gronie przedstawiciel sportów zimowych.
| Zdobycz bramkowa Jana Paszkiewicza w barwach Stali Sanok w sezonie I ligi 1976/1977 | Zdobycz bramkowa Jana Paszkiewicza w barwach Stali Sanok w sezonie I ligi 1976/1977 | Zdobycz bramkowa Jana Paszkiewicza w barwach Stali Sanok w sezonie I ligi 1976/1977 | Zdobycz bramkowa Jana Paszkiewicza w barwach Stali Sanok w sezonie I ligi 1976/1977 | Zdobycz bramkowa Jana Paszkiewicza w barwach Stali Sanok w sezonie I ligi 1976/1977 | Zdobycz bramkowa Jana Paszkiewicza w barwach Stali Sanok w sezonie I ligi 1976/1977 | Zdobycz bramkowa Jana Paszkiewicza w barwach Stali Sanok w sezonie I ligi 1976/1977 | Zdobycz bramkowa Jana Paszkiewicza w barwach Stali Sanok w sezonie I ligi 1976/1977 | Zdobycz bramkowa Jana Paszkiewicza w barwach Stali Sanok w sezonie I ligi 1976/1977 | Zdobycz bramkowa Jana Paszkiewicza w barwach Stali Sanok w sezonie I ligi 1976/1977 | Zdobycz bramkowa Jana Paszkiewicza w barwach Stali Sanok w sezonie I ligi 1976/1977 | Zdobycz bramkowa Jana Paszkiewicza w barwach Stali Sanok w sezonie I ligi 1976/1977 | Zdobycz bramkowa Jana Paszkiewicza w barwach Stali Sanok w sezonie I ligi 1976/1977 | Zdobycz bramkowa Jana Paszkiewicza w barwach Stali Sanok w sezonie I ligi 1976/1977 | Zdobycz bramkowa Jana Paszkiewicza w barwach Stali Sanok w sezonie I ligi 1976/1977 |
| Dwumecz Przeciwnik                                                                  | I GKS Tychy                                                                         | II Legia                                                                            | III GKS K-ce                                                                        | IV Baildon                                                                          | V Pomorzanin                                                                        | VI Polonia                                                                          | VII Naprzód                                                                         | VIII ŁKS Łódź                                                                       | IX Zagłębie                                                                         | X Stoczniowiec                                                                      | XI Podhale                                                                          | Razem                                                                               |                                                                                     |                                                                                     |
| Runda I                                                                             | Runda I                                                                             | Runda I                                                                             | Runda I                                                                             | Runda I                                                                             | Runda I                                                                             | Runda I                                                                             | Runda I                                                                             | Runda I                                                                             | Runda I                                                                             | Runda I                                                                             | Runda I                                                                             | Runda I                                                                             | Runda I                                                                             | Runda I                                                                             |
| ----------------------------------------------------------------------------------- | ----------------------------------------------------------------------------------- | ----------------------------------------------------------------------------------- | ----------------------------------------------------------------------------------- | ----------------------------------------------------------------------------------- | ----------------------------------------------------------------------------------- | ----------------------------------------------------------------------------------- | ----------------------------------------------------------------------------------- | ----------------------------------------------------------------------------------- | ----------------------------------------------------------------------------------- | ----------------------------------------------------------------------------------- | ----------------------------------------------------------------------------------- | ----------------------------------------------------------------------------------- | ----------------------------------------------------------------------------------- | ----------------------------------------------------------------------------------- |
| Gole                                                                                | 1 + 3                                                                               | 1 + 2                                                                               | 1 + 0                                                                               | 0 + –                                                                               | 1 + 1                                                                               | 0 + 2                                                                               | 0 + 0                                                                               | 1 + 1                                                                               | 1 + 0                                                                               | 0 + 1                                                                               | 0 + 0                                                                               | 16                                                                                  |                                                                                     |                                                                                     |
| Runda II                                                                            |                                                                                     |                                                                                     |                                                                                     |                                                                                     |                                                                                     |                                                                                     |                                                                                     |                                                                                     |                                                                                     |                                                                                     |                                                                                     |                                                                                     |                                                                                     |                                                                                     |
| Gole                                                                                | 1 + 0                                                                               | 0 + 0                                                                               | 1 + 0                                                                               | ? + 0                                                                               | 0 + 3                                                                               | ? + 0                                                                               | 1 + 0                                                                               | 0 + 1                                                                               | 1 + 0                                                                               | 1 + 1                                                                               | 1 + 2                                                                               | 14                                                                                  |                                                                                     |                                                                                     |

W pierwszym spotkaniu inaugurującego II rundę dwumeczu z GKS Tychy, rozegranym 8 stycznia 1977 w Sanoku, zagrał w drugim ataku wraz z T. Garbem i L. Ostręgą i był autorem zwycięskiego gola na 20 sekund przed zakończeniem spotkania (wynik 4:3); w drugim pojedynku 9 stycznia 1977, przegranym przez Stal 2:5 nie wykorzystał dwóch sytuacji sam na sam z bramkarzem Florianem Waleczkiem. Wówczas, po 24 meczach pozostawał liderem skuteczności Stali mając na koncie 21 pkt. za 17 goli i 4 asysty. W drugim dwumeczu przeciw Legii Warszawa, rozegranym w Łodzi 15 i 16 stycznia 1977, nie zdobył gola (porażki Stali 1:12 i 0:7). W trzecim dwumeczu z GKS Katowice w Sanoku występując w prezentującym błyskotliwą formę ataku wspólnie z K. Iskrzyckim i Wojciechem Mrugałą, w pierwszym pojedynku 20 stycznia 1977 zdobył gola. 25 stycznia 1977 w pierwszym pojedynku czwartego dwumeczu na wyjeździe z Baildonem Katowice wyróżniał się ambitną postawą (Stal przegrała 3:13). W piątym dwumeczu z Pomorzaninem Toruń w Sanoku 30 i 31 stycznia 1977 pokazał dwie odmienne dyspozycje napastnika: w pierwszym spotkaniu wygranym przez Stal 7:2 nie trafił do siatki, nie wykorzystując pięciu sytuacji sam na sam z bramkarzem Grobarczykiem, natomiast w drugim pojedynku wygranym 4:2 zaliczył hat-trick zdobywając trzy gole (25., 33. i 47. min., w tym trzecie trafienie było zwycięskim meczowym). W szóstym dwumeczu 5 i 6 lutego 1977 Stal przegrała w Bydgoszczy z Polonią 3:4 i 0:7. 9 lutego 1977 w pierwszym spotkaniu domowego siódmego dwumeczu przeciw trzeciemu zespołowi w tabeli, Naprzodowi Janów, zdobył gola (grał w I ataku z W. Mrugałą i K. Iskrzyckim; wynik meczu 4:5). Po tych meczach (łącznie 36) przodował w klasyfikacji punktowej Stali mając 29 punktów za 23 gole i 6 asyst. W rundzie rewanżowej występował w I ataku zespołu wraz z K. Iskrzyckim oraz Wojciechem Mrugałą, jednak ta formacja była krytykowana za niewykorzystywanie wielu dogodnych sytuacji strzeleckich. Podczas przerwy w rozgrywkach przebywał ze Stalą w Finlandii na zaproszenie tamtejszego klubu Kotkan Kiri. Po powrocie do rywalizacji ligowej, w drugim pojedynku ósmego wyjazdowego dwumeczu z ŁKS w Łodzi 31 marca 1977, przegranym 15:2, strzelił gola w pierwszej tercji. W pierwszym spotkaniu domowego dziewiątego dwumeczu z Zagłębiem Sosnowiec 6 kwietnia 1977 uzyskał gola na prowadzenie 1:0 w 9. minucie gry, po którym wynik utrzymywał się do 35. minuty, zaś Stal ostatecznie przegrała 2:3. W dziesiątym dwumeczu w dniach 13 i 14 kwietnia 1977 na wyjeździe ze Stoczniowcem Gdańsk zdobył po jednym golu w spotkaniach zakończonych dla Stali przegraną 3:9 i remisem 5:5. W ostatnich spotkaniach całego sezonu w ramach jedenastego dwumeczu II rundy, rozegranych 20 i 21 kwietnia 1977 w Sanoku, osłabiona kadrowo Stal zmierzyła się z grającym w najsilniejszym składzie Podhala, wówczas już mającym zapewniony tytuł mistrza Polski 1977; Jan Paszkiewicz w pierwszym spotkaniu zdobył gola w 24 min. wyrównujący stan na 2:2 (końcowy wynik 4:8), zaś w drugim pojedynku strzelił dwie bramki (końcowy rezultat 10:14).
Łącznie na pierwszoligowych lodowiskach Jan Paszkiewicz był najskuteczniejszym strzelcem Stali, zdobywając 37 punktów za 30 goli i 7 asyst. Tym samym zdobył trzeci w historii Puchar Redakcji „Gazety Sanockiej – Autosan”. Dorobe strzelecki 30 trafień ze wszystkich 121 bramek swojej drużyny (sezon składał się z 44 spotkań, przy czym Paszkiewicz nie rozegrał wszystkich meczów, gdyż nie wystąpił przynajmniej w jednym) oznacza, że średnio co czwarty gol Stali w I lidze był jego autorstwa (dla porównania król strzelców sezonu Jan Mrugała z Podhala zdobył 64 goli, a czwarty w klasyfikacji strzelców Mirosław Sikora z GKS Katowice miał na koncie 42 trafienia). W trakcie sezonu ekstraklasy 1976/1977 Jan Paszkiewicz zdobył gole w meczach z każdym ligowym przeciwnikiem, prawdopodobnie z wyjątkiem urzędującego wówczas mistrza Polski z 1976, Baildonu Katowice (jako że brak jest informacji o strzelcach goli w meczu Baildon-Stal 13:2 z 25 stycznia 1977); w czterech pojedynkach strzelił po trzy gole zarówno aktualnemu wicemistrzowi Polski z 1976 – ŁKS Łódź, jak również aktualnemu brązowemu medaliście z 1976 – Podhalu Nowy Targ, który w sezonie 1976/1977 wygrał rozgrywki zdobywając złoty medal. Dwukrotnie uzyskał hat-trick strzelając trzy gole w jednym meczu. Ponadto w sezonie zaliczył siedem asyst, co w rezultacie z 30 golami dało wynik 37 punktów w klasyfikacji kanadyjskiej. W posezonowym podsumowaniu trener K. Bryniarski szczególnie pochwalił pierwszą piątkę Stali w składzie Jan Mrugała, Mieczysław Ćwikła (obrońcy) Jan Paszkiewicz, Kazimierz Iskrzycki, Wojciech Mrugała (napastnicy), którzy zdobyli 64 ze 121 goli, jednak równocześnie tracili zbyt dużo bramek w grze obronnej.
W trwającym od 25 września 1976 do 21 kwietnia 1977 sezonie finalnie Stal Sanok nie sprostała rywalom na poziomie I-ligowym, zajęła przedostatnie, 11. miejsce i została zdegradowana do II ligi (występ w I lidze w sezonie 1976/1977 był jedynym epizodem w najwyższej klasie rozgrywkowej w historii klubu aż do ponownych występów w sezonie 1992/1993, gdy w rozgrywkach uczestniczyło STS Sanok). Według wspomnień Czesława Radwańskiego kilku zawodników Stali po sezonie 1976/1977 otrzymało propozycję gry w drużynach I-ligowych, w tym Jan Paszkiewicz.

### II liga 1977-1988

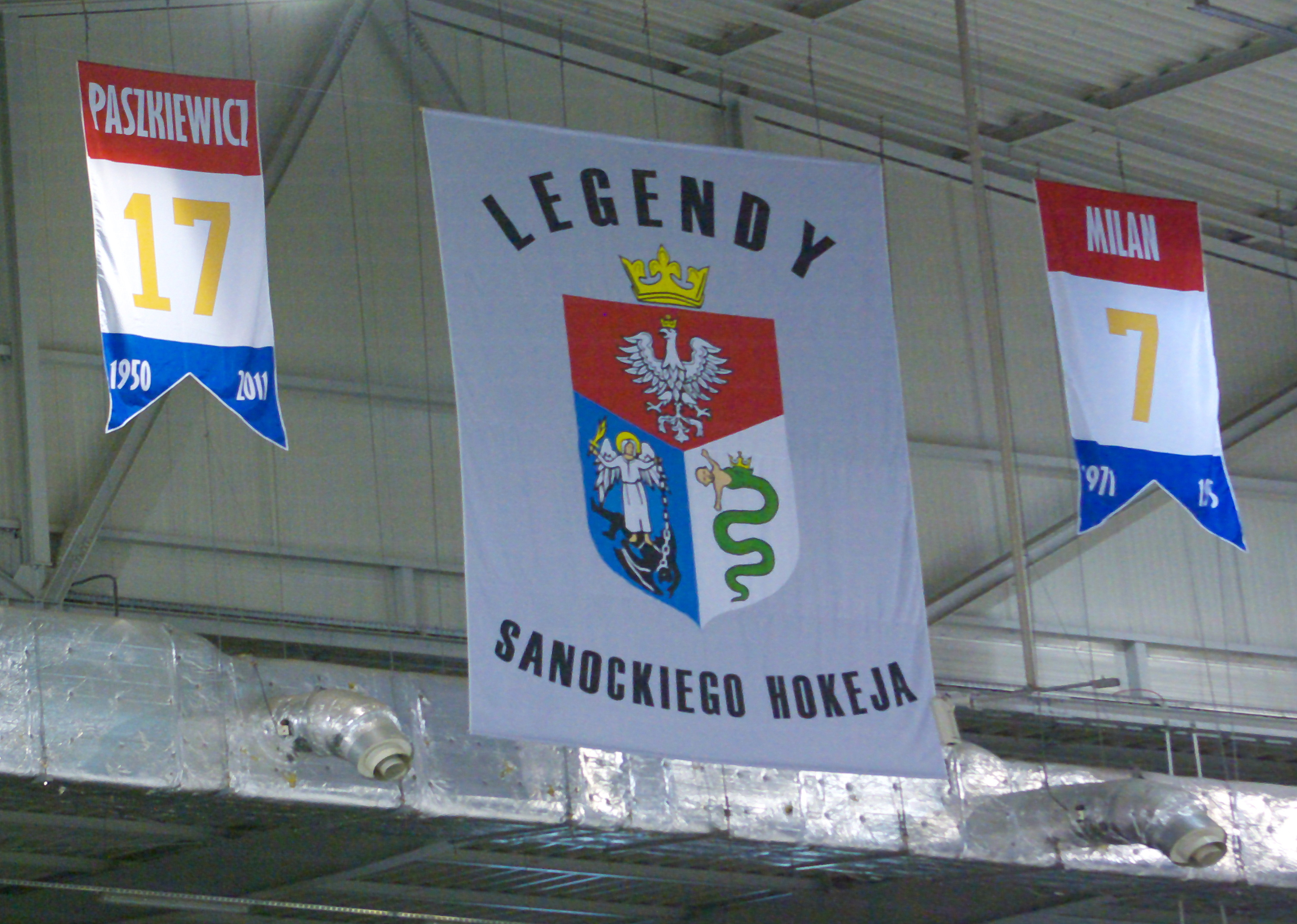
Zastrzeżone numery w galerii Legendy Sanockiego Hokeja w hali Arena Sanok (od 2016)

W następnych latach Jan Paszkiewicz występował ze Stalą w kolejnych sezonach II ligi. Wraz z drużyną przygotowywał się do II-ligowego sezonu (w którym Stal przydzielono do Grupy Południowej). Podczas zgrupowania w Gdańsku był anonsowany przez trenera K. Bryniarskiego w I ataku wraz z T. Garbem i W. Mrugałą. W tym okresie, latem 1977 hokeiści Stali zostali zaangażowani jako statyści przy realizowaniu zdjęć do filmu pt. Próba ognia i wody.
Z drużyną przystąpił do edycji II ligi 1977/1978 w Grupie Południowej. Od początku sezonu wykazywał się niedoścignioną skutecznością, ale miewał także mecze, w których odznaczał się nieskutecznością. Został najskuteczniejszym zawodnikiem Stali w sezonie oraz królem strzelców uzyskując 29 goli (tym niemniej w podsumowaniu stwierdzono, że zważywszy na dogodne sytuacje, mógł zdobyć o wiele więcej bramek) i tym samym wygrał piąty raz Puchar Redakcji „Gazety Sanockiej – Autosan” (według innego źródła zaliczył 28 trafień). W sezonie drużyna Stali po I rundzie zajmowała drugie miejsce w tabeli, następnie nawet prowadziła, jednak później notowała słabszą formę i na koniec zajęła czwartą pozycję.
W okresie przygotowawczym do nowego sezonu Jan Paszkiewicz przygotowywał się ze Stalą, będąc ustawianym przez trenera K. Bryniarskiego w I ataku ze Stanisławem Voglem i Czesławem Radwańskim. W tym czasie został wybrany najlepszym napastnikiem turnieju sparingowego w Oświęcimiu, w którym oprócz Stali brały udział miejscowa Unia oraz Budowlani Bydgoszcz oraz Strojárne z czechosłowackiego Martina. Nową edycję II ligi 1978/1979 rozpoczął w awizowanym II ataku ze S. Voglem i Cz. Radwańskim (przed sezonem karierę przerwał jego długoletni partner ofensywny, rozgrywający i asystujący Tadeusz Garb). Po pierwszym dwumeczu w Oświęcimiu z Unią jego forma, zaangażowanie w grę i nieskuteczna dyspozycja zostały poddane mocnej krytyce przez dziennikarza Mariana Strusia, lecz po piątym, wyjazdowym dwumeczu z Cracovią był przez tego samego żurnalistę chwalony za powrót do formy. Od listopada 1978 ponownie występował w formacji wspólnie z powracającymi do gry T. Garbem i F. Pajerskim, z którymi znów tworzył zgrany tercet. W trakcie rozgrywek zdobywał gole, lecz nieregularnie i przy nierównej formie całego zespołu. Po 12 spotkaniach był dopiero szósty w klasyfikacji klubowej (9 pkt. za 4 gole i 5 asyst), po 16 był piąty (12 pkt. za 6 goli i 6 asyst), po 26 meczach był drugi (22 pkt. za 12 goli i 10 asyst). Finalnie Stal zajęła piąte miejsce w tabeli ligowej, a Jan Paszkiewicz został drugim strzelcem swojego zespołu, ustępując Grzegorzowi Sięce. W podsumowaniu całego sezonu został krytycznie oceniony przez M. Strusia i wymieniony w grupie zawodników Stali, którzy wykazali regres formy.
Zawodnikiem Stali pozostawał w sezonie II ligi 1979/1980. W meczach był wystawiany przez czechosłowackiego szkoleniowca Milana Skokana w I ataku wraz z T. Garbem i Krzysztofem Popielem, grając z nimi w urozmaiconym stylu i skutecznie. Niezmienne pojawiał się w statystykach strzelców Stali. Po siedmiu dwumeczach II rundy (14 spotkań) był drugim punktującym Stali (15 pkt. za 13 goli i 2 asysty), a po drugim dwumeczu sezonu II rundy tj. po 22 spotkaniach był liderem Stali w punktacji kanadyjskiej mając 20 punktów za 17 goli i 3 asysty. Później pauzował z powodu odniesionej kontuzji. W drugiej rundzie występował w ataku z T. Garbem i Cz. Radwańskim. Ostatecznie wraz z drużyną zajął szóste miejsce w lidze, a w ocenie trenera Skokana zawodnicy Stali w trakcie sezonu prezentowali nierówną formę.
Wraz ze Stalą przystąpił do kolejnego sezonu II ligi 1980/1981. Został przydzielony przez trenera Skokana do I ataku wspólnie ze Zdzisławem Śliwiakiem i K. Popielem. Wprawdzie był autorem bramek, jednak drużyna Stali wykazała najsłabszy początek w historii swoich startów w II lidze, przegrywając sześć pierwszych dwumeczów tj. 12 spotkań i po I rundzie zajmowała przedostatnie, 8. miejsce w tabeli. W rundzie rewanżowej także notował trafienia, a przy lepszej formie drużyny, także sam był wyróżniany, zaś finalnie wraz z ekipą zajął siódme miejsce. W statystykach Stali był ex aequo pierwszym strzelcem (18 goli) i trzeci w klasyfikacji punktowej (26 punktów za 18 goli i 8 asyst). W opinii dziennikarskiej Maria Strusia w przekroju sezonu prezentował równą formę.
W 1981 władze klubu zdecydowały o zatrudnieniu 20 hokeistów Stali w utworzonym w Sanockiej Fabryki Autobusów „Autosan” dziale sportu, w związku z czym uprawianie hokeja dla tych zawodników stało się formalnie pracą. W nowym sezonie II ligi 1981/1982 występował wraz ze Stalą w jedynie pięciozespołowej Grupie Południowej. Sezon zainaugurował grając w I ataku wraz z Cz. Radwańskim i K. Popielem. Był autorem bramek dla swojej drużyny zarówno w I rundzie (po której została wydłużona przerwa w rozgrywkach z powodu wprowadzenia stanu wojennego w Polsce) oraz w rundzie rewanżowej, w tym w ostatnim spotkaniu rundy zasadniczej 28 lutego 1982 zdobył dwa gole w drugim pojedynku dwumeczu z Unią Oświęcim, zapewniając zwycięstwo Stali 4:2 i dając sanoczanom awans do turnieju finałowego o wejście do I ligi. W klasyfikacji strzelców grupy został wyprzedzony przez innych Stalowców, Ryszarda Bielenia i Marka Jachnę. Następnie na przełomie marca i kwietnia 1982 w barwach Stali zagrał w eliminacjach do I ligi, które stanowiły dwa turnieje finałowe, rozegrane w Sanoku (zdobył dwa gole: w wygranym 6:2 meczu z Unią 27 marca 1982 oraz w przegranym 4:2 ze Stoczniowcem Gdańsk 28 marca 1982) i w Gdańsku, w których sanoczanie zajęli finalnie trzecie miejsce za Stoczniowcem Gdańsk i Pomorzaninem Toruń, a wyprzedzając Unię Oświęcim.
W następnym sezonie II ligi 1982/1983 wraz ze Stalą rywalizował w mocniejszej od zeszłorocznej Grupie Południowej. Był autorem goli dla drużyny, jednak nie wykazywał się znaną sobie wcześniej skutecznością strzelecką i nie był już wyróżniającym się graczem. Wspólnie z zespołem ukończył rozgrywki na czwartym miejscu, nie uzyskując kwalifikacji do turniejów eliminacyjnych o I ligę.
Do kolejnej edycji II ligi 1983/1984 w pięciozespołowej Grupie Południowej przystępował nadal w składzie Stali, wobec której nie oczekiwano już poważnych osiągnięć, w porównaniu z wcześniejszymi sezonami. Wyróżniał się formą w początkowych meczach, a w całym sezonie zdobywał gole z regularnością. Mimo tego Stal uległa pod koniec sezonu czterokrotnie KTH Krynica, wskutek czego zajęła w grupie trzecie miejsce i ponownie nie zakwalifikowała się do turnieju finałowego, stanowiącego eliminację do I ligi. W trakcie sezonu 1983/1984 po raz pierwszy wraz ze Stalą zwyciężył w rozgrywce o Puchar Autosanu, zorganizowanej ponownie po kilku latach przerwy, w której sanoczanie pokonali jedynego rywala, Naprzód Janów, w dwóch meczach (4:4 i 6:4).
W połowie 1984 decyzją Wydziału Szkolenia PZHL za swoje wyniki w sezonie 1983/1984 otrzymał I klasę sportową. Następnie przystąpił do sezonu II ligi 1984/1985 w składzie Stali trenowanej od października 1984 przez byłego kolegę z tafli, Mieczysława Ćwikłę, zastąpionego w styczniu 1985 przez innego byłego zawodnika Stali, Tadeusza Glimasa. Borykająca się z narastającymi kłopotami finansowo-sprzętowymi Stal (początkowo wobec konieczności rozgrywania meczów domowych poza Sanokiem z uwagi na modernizację Torsanu) udanie wystartowała, początkowo nawet liderując w tabeli, zaś sam Jan Paszkiewicz w pierwszych pięciu meczach zdobył 13 goli, a w kolejnych spotkaniach powiększał swoje strzeleckie konto o kolejne trafienia. Z czasem pojawiły się porażki zespołu i spadek na czwartą lokatę w tabeli, która gwarantowała awans do rozgrywek finałowych o awans do I ligi. W tychże spotkaniach także był strzelcem bramek dla swojego zespołu. W całym sezonie 1984/1985 zdobył 44 gole z 234 uzyskanych przez Stal w 34 meczach, zostając królem strzelców zespołu. Drużyna Stali uplasowała się na czwartym miejscu.
Latem 1985 Jan Paszkiewicz zdobywał uprawnienia instruktorskie w hokeju na lodzie. Po gruntownym przygotowaniu drużyny kierowanej przez T. Glimasa i asystenta Macieja Czapora przystępował do sezonu II ligi 1985/1986 w rozgrywkach Grupy I Centralnej, znów z aspiracjami Stali walki o I ligę,. Był wówczas zawodnikiem I ataku wraz z Cz. Radwańskim i Janem Ryniakiem. Na przestrzeni całego sezonu zdobywał gole. Finalnie zajął wraz ze Stalą czwarte miejsce w tabeli, nie dające awansu do eliminacji o I ligę.
Do następnego sezonu II ligi 1986/1987 przystępował w składzie zespołu Stali, nadal kierowanego przez trenera T. Glimasa i asystenta M. Czopora, przy narastających problemach sprzętowych, zaś po kolejnej reorganizacji rozgrywek z przydziałem drużyny do Grupy Centralnej. U progu inauguracji edycji niezmienne był zawodnikiem I ataku wraz z Cz. Radwańskim i J. Ryniakiem. Zdobywał w pierwszych dwóch rundach, po których (tj. 16 meczów) miał 19 punktów za 7 goli i 3 asysty. Wpisywał się na listy strzelców także w trzeciej rundzie. Po zajęciu przez Stal trzeciego miejsca w grupie przystąpił wraz z drużyną do fazy play-off i w pierwszym jej etapie przyczynił się do wyeliminowania drużyny Boruty Zgierz: zdobył dwa gole w pierwszym meczu 8 lutego 1987 (wygrana 10:5), gol w meczu wyjazdowym przegranym przez Stal 8:7 po dogrywce oraz dwa gole w decydującym spotkaniu w Sanoku, wygranym 6:4. W drugim etapie, w drugim meczu półfinałowym 22 lutego 1987 zdobył gola przeciw Pomorzaninowi Toruń (wynik 3:7), jednak po dwóch porażkach Stal została wyeliminowana przez ten klub. W rywalizacji o trzecie w drugim spotkaniu rywalizacji z GKS Jastrzębie zdobył gola, zaś Stal wygrywając 7:3 pokonała przeciwników. W sumie w sezonie 1986/1987 był drugim strzelcem drużyny i trzecim w klasyfikacji kanadyjskiej (28 punktów za 19 goli i 9 asyst). W posezonowej opinii kierownika sekcji Grzegorza Kawczyńskiego Jan Paszkiewicz prezentował równo dobrą dyspozycję formę.
Po sezonie 1986/1987 pierwotnie zakończył karierę i został mianowany asystentem trenera drużyny seniorskiej Stali, T. Glimasa, oraz szkoleniowcem zespołu żaków w klubie (w tym czasie posiadał już uprawnienia instruktorskie). Jednakże jesienią 1987 podjął ze Stalą występy w trwającym sezonie II ligi 1987/1988, zaś jednocześnie został asystentem trenera drużyny młodzików Stali, Tadeusza Glimasa (natomiast od 1 października 1987 drużyna seniorska była prowadzona przez trenerów F. Pajerskiego i T. Garba). Mimo iż nie odbył już etapu przygotowawczego do sezonu, nadal był jednym z najlepszych zawodników Stali. Po wznowieniu kariery wciąż zdobywał gole w meczach ligowych, w tym strzelił bramkę w pierwszym spotkaniu ostatniego dwumeczu sezonu w Sanoku 12 marca 1988 przeciwko Dolmelowi Wrocław. Wraz ze Stalą zajął piąte miejsce w rozgrywkach.
W 1988 definitywnie zakończył karierę zawodniczą. Nie przystąpił już do edycji II ligi 1988/1989, do którego drużyna Stali przystąpiła w mocno odmłodzonym składzie.
Jan Paszkiewicz został uznany najskuteczniejszym strzelcem w historii sanockiego klubu hokejowego, łącznie zdobył ponad 600 goli w meczach ligowych i innych spotkaniach. Był uznawany za jednego z najlepszych i najwybitniejszych zawodników w historii sanockiego hokeja, określany jako „łowca bramek”. W trakcie kariery zawodniczej zyskał pseudonim „Paszeko”.

### Późniejsze losy

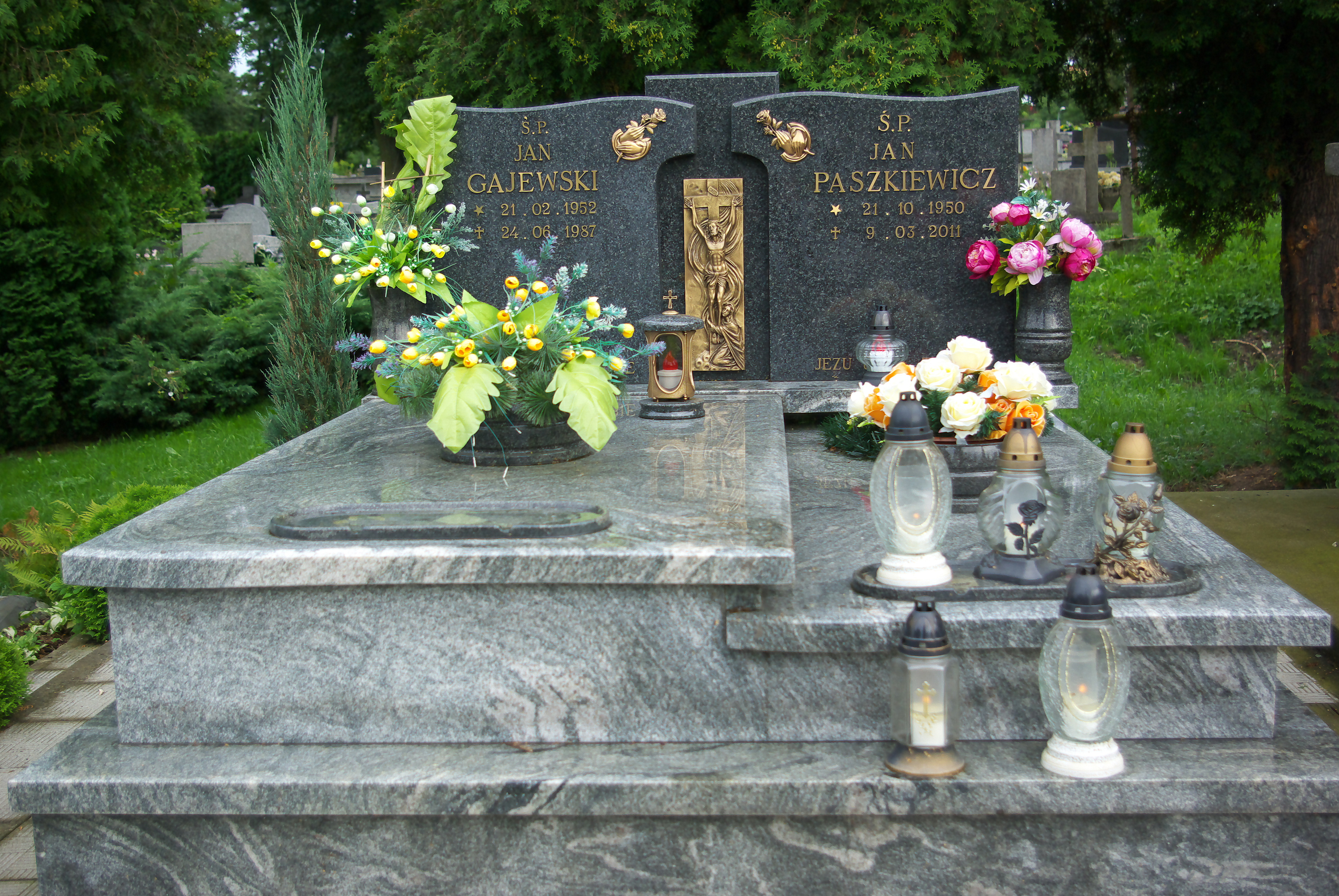
Nagrobek Jana Paszkiewicza

Jan Paszkiewicz w połowie 1988 podjął pracę szkoleniowca szkółki hokejowej Stali wraz z Franciszkiem Pajerskim, a ponadto tymczasowo został trenerem drużyny spartakiadowej pod nieobecność w Polsce jej nominalnego trenera Tadeusza Garba, która w sezonie 1988/1989 zajęła ostatnie miejsce w grupie, odnosząc jedynie dwa zwycięstwa (w tym jedno za walkower), zaś po zakończeniu rozgrywek od 1 lutego 1989 została przejęta przez T. Garba (władze klubu uznały, że popełniono błędy treningowe). Od 1988 przez trzy lata był szkoleniowcem juniorów młodszych w klubie oraz żaków (1988, 1989) (jego wychowankami byli m.in. bracia Robert i Dariusz Brejtowie, Arkadiusz Burnat, Marcin Ćwikła, Sebastian Pajerski, a także Marcin Burnat, Łukasz Kraczkowski, Wojciech Kogut). 28 grudnia 2002 prowadził zespół „Gwiazd Sanockiego Hokeja” w meczu charytatywnym przeciwko aktualnej drużynie KH Sanok, zakończony wynikiem 7:6.
Poza profesjonalnym uprawianiem hokeja na lodzie był także piłkarzem. W sezonie 1980/1981 wraz z klubem LZS Zarszyn uzyskał awans do ligi okręgowej. W sezonie 1989/1990 występował w barwach drużyny Wisłok Sieniawa w ówczesnej A-klasie. Występował także w rozmaitych turniejach reprezentując barwy macierzystego zakładu pracy, Sanockiej Fabryki Autobusów „Autosan”. 28 maja 1988 zdobył drużynowo Puchar „Trybuny Ludu” w zawodach sportowo-rekreacyjnych zorganizowanych dla czterech sanockich zakładów pracy.
Od lat 90. pracował w prywatnych przedsiębiorstwach. Zmarł 9 marca 2011 w Krakowie po długiej i ciężkiej chorobie. 11 marca 2011 został pochowany na Cmentarzu Centralnym w Sanoku.
Jan Paszkiewicz był żonaty z Edytą. Ich syn Hubert Paszkiewicz został arbitrem hokejowym, a 25 listopada 2016 został mianowany wiceprezesem zarządu STS S.A., spółki działającej w celu odbudowy sanockiego klubu hokeja na lodzie. Jako zawodowy fizjoterapeuta podjął pracę w sanocki klubie hokejowym, a ponadto przy reprezentacji Polski seniorów, wraz z którą uczestniczył m.in. w turnieju Mistrzostw Świata 2024 elity.

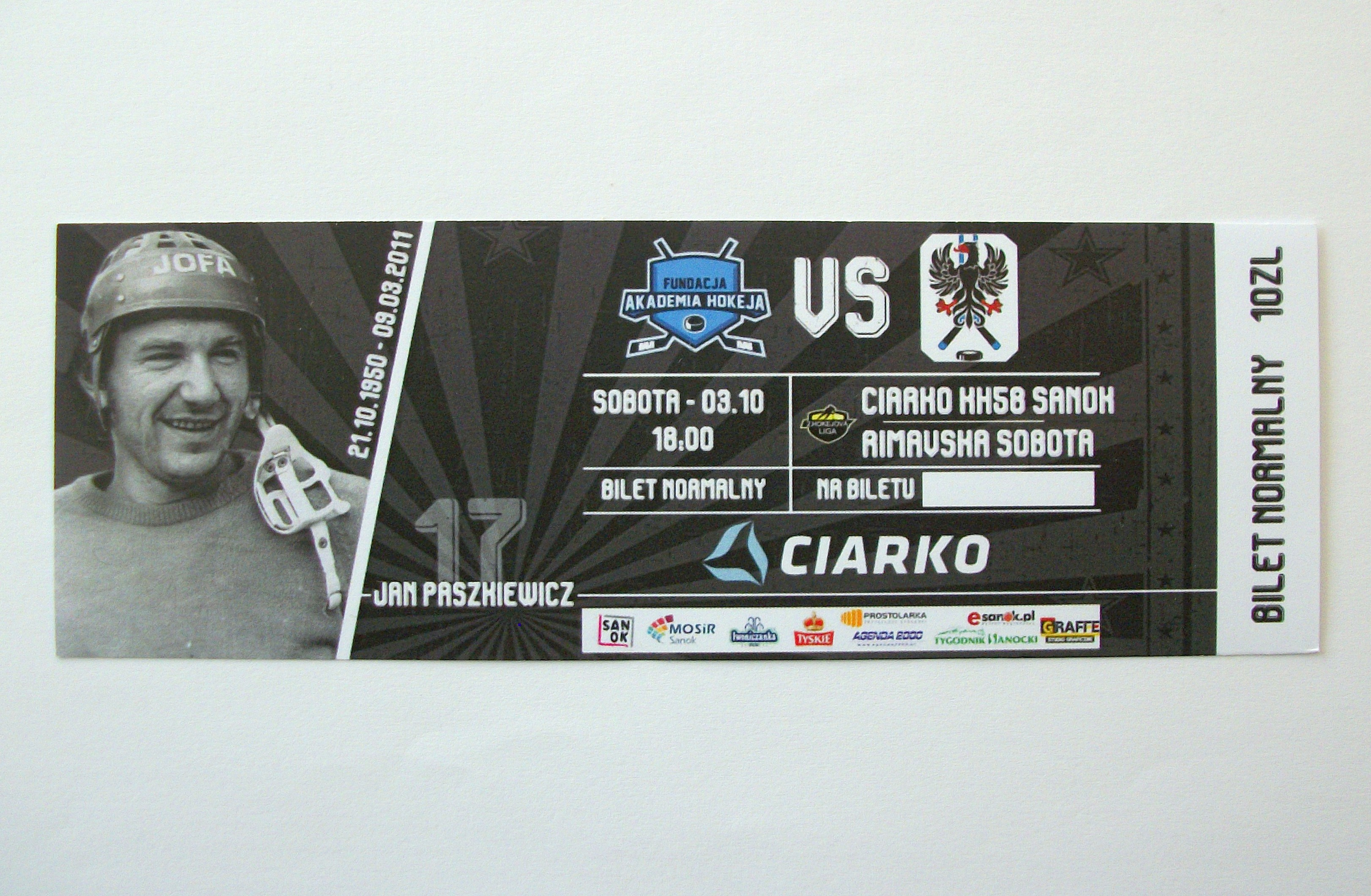
Bilet na mecz Ciarko KH 58 Sanok z wizerunkiem Jana Paszkiewicza

## Upamiętnienie
Pamięci Jana Paszkiewicza zadedykowano Amatorski Turniej Hokeja w Sanoku 19 marca 2011, zaś 20 marca 2011 jego osobę uczczono minutą ciszy przed meczem Ciarko KH Sanok – MMKS Podhale Nowy Targ o 5. miejsce w sezonie ekstraligi 2010/2011.
Po śmierci Jana Paszkiewicza jego numer 17 został wywieszony w hali hokejowej Arena Sanok. We wrześniu 2013 klub Ciarko PBS Bank KH Sanok oficjalnie poinformował, że dla upamiętnienia Jana Paszkiewicza numer 17 został zastrzeżony dla zawodników sanockiej drużyny. Na początku 2016 staraniem klubu STS Sanok pod zadaszeniem hali Arena Sanok zostały umieszczone nowe banery zastrzeżonych numerów zawodników Jana Paszkiewicza (#17) i Piotra Milana (#7) oraz opatrzone oznaczeniem „Legendy Sanockiego Hokeja”.
Podobizna Jana Paszkiewicza została wydrukowana na biletach meczowych spotkania 2. ligi słowackiego Ciarko 58 Sanok – HKM Rimavská Sobota w dniu 3 listopada 2018.

## Sukcesy i wyróżnienia
Klubowe
- Awans do II ligi: 1971 ze Stalą Sanok
- Awans do I ligi: 1976 ze Stalą Sanok
- Puchar „Autosanu”: 1984 ze Stalą Sanok

Indywidualne
- Pierwsze miejsce w klasyfikacji strzelców klubu w sezonach: 1971/1972 (20), 1973/1974 (31), 1974/1975 (34), 1975/1976 (58), 1976/1977 (30), 1977/1978 (28 lub 29), 1980/1981 (18), 1984/1985 (44)
- Pierwsze miejsce w klasyfikacji kanadyjskiej klubu w sezonach: 1974/1975 (49), 1975/1976 (73), 1977/1978
- Król strzelców III turnieju o Puchar „Autosanu” w 1975: 6 goli[260] (w tym 5 goli w wygranym 7:1 meczu z GKS Katowice)[261]

Wyróżnienia
- Siódme miejsce w I plebiscycie „Złota Dziesiątka Sportowców ZKS Stal” za rok 1972[262][263]
- Trzecie miejsce w II plebiscycie „Złota Dziesiątka Sportowców ZKS Stal” za rok 1973[264][265]
- Czwarte miejsce w III plebiscycie „Złota Dziesiątka Sportowców ZKS Stal” za rok 1974[266][265]
- Drugie miejsce w IV plebiscycie „Złota Dziesiątka Sportowców ZKS Stal” za rok 1975[267][265]
- Drugie miejsce w V plebiscycie „Złota Dziesiątka Sportowców ZKS Stal” za rok 1976[268]
- Osiemnaste miejsce w plebiscycie dziennika „Nowiny” i Wojewódzkiej Federacji Sportu w Rzeszowie na najlepszego sportowca roku 1976 województw rzeszowskiego, krośnieńskiego, przemyskiego i tarnobrzeskiego[100][269][270]
- Trzecie miejsce w VI plebiscycie na najpopularniejszego sportowca Sanoka roku 1977[271]
- Trzecie miejsce w VIII plebiscycie na najpopularniejszego sportowca Sanoka roku 1979[272]
- Siódme miejsce w IX plebiscycie na najpopularniejszego sportowca Sanoka roku 1980[273]
- Ósme miejsce w XIII plebiscycie na najpopularniejszego sportowca Sanoka roku 1984[274]
- Czternaste miejsce w XIV plebiscycie na najpopularniejszego sportowca Sanoka roku 1987[275]
- Pierwsze miejsce w klasyfikacji wszech czasów plebiscytu na najpopularniejszego sportowca Sanoka: 1975[276], 1976[277][278], 1978[279], 1979[280], 1982[281]
- Drugie miejsce w klasyfikacji wszech czasów plebiscytu na najpopularniejszego sportowca Sanoka: 1974[282], 1983, 1984[283], 1987[284]
- Trzecie miejsce w klasyfikacji wszech czasów plebiscytu na najpopularniejszego sportowca Sanoka: 1988 (po XV edycjach)[285][244]
- Ósme miejsce w plebiscycie na najlepszego sportowca 40-lecia Stali Sanok 1946-1986[286]